# Erbi
Erbi es un concejo del municipio de Ayala, en la provincia de Álava.

## Toponimia
El lugar puede aparecer referido como «Erbi» y «Ervi».

## Despoblado
Forma parte del concejo una fracción del despoblado de:
- Oribe.[3]

## Historia
Hacia mediados del siglo XIX, el lugar, ya por entonces perteneciente a Ayala, tenía contabilizada una población de 120 habitantes. Aparece descrito en el séptimo volumen del Diccionario geográfico-estadístico-histórico de España y sus posesiones de Ultramar de Pascual Madoz con las siguientes palabras:

ERVI: l. del ayunt. de Ayala en la prov. de Alava (á Vitoria 9 leg.), part. jud. de Amurrio (3), c. g. de las Provincias Vascongadas, aud. terr. de Burgos (22), dióc. de Calahorra (20). sit.: en terreno quebrado, con clima sano. Tiene 24 casas dispersas, en los barrios de Lujatea, Ibarra, Gotara, la Cerrada, Albiturrita, la Iglesia, Uria, Solallana y Lallana, igl. parr. (San Juan Bautista) servida por dos beneficiados y sacristan, una ermita muy famosa (Sta. Cruz) contigua á la igl., y una fuente en cada barrio. El térm. confina N. Quejana, E. Respaldiza y Menoyo; S. Añes, y O. Lujo: tiene monte. El terreno es de segunda clase, le baña un riach. Los caminos locales. Recibe el correo de Arciniega, por baligero. prod.: trigo, maiz, patatas y toda clase de legumbres y hortalizas: cria ganado vacuno, lanar y caballar, caza de liebres, perdices, zorros y garduñas, y pesca de truchas, anguilas, bermejuelas y pececitos. ind.: dos molinos harineros. pobl.: 24 vec., 120 alm. riqueza y contr.: con su ayunt. (V.).
(Madoz, 1847, p. 504)

En 2022, tenía empadronados once habitantes.

## Demografía
| Gráfica de evolución demográfica de Erbi entre 2000 y 2017  |
|                                                             |
| Población de derecho según los censos de población del INE. |

## Patrimonio
Hay en el concejo una iglesia de San Juan Bautista y una ermita de Santa Cruz de Pando.